# Силдре, Олле
Олле Силдре (эст. Olle Sildre; родился 1 июля 1973, Таллин, СССР) — советский и эстонский хоккеист, нападающий. Генеральный менеджер эстонского хоккейного клуба «Пантер».

## Биография

### Карьера хоккеиста
Свою карьеру начал в советских первенствах. Там Силдре играл за эстонские команды. После распада СССР хоккеист перебрался в Финляндию, где выступал с перерывами в течение 9 лет. За это время Силдре поиграл в различных местных дивизионах.
С 1995 по 1997 год нападающий выступал в московском «Спартаке», игравшем в российской Суперлиге. Переход эстонца в столичный клуб был окутан загадочными обстоятельствами. Ведь до «красно-белых» Силдре провел всего три матча за скромный клуб второго по силе финского дивизиона «КооВее». В интервью еженедельнику «Спорт-Курьер» эстонец признавался, что помогал «Спартаку» с поставкой клюшек и хоккейной экипировки, так как свободно разговаривал на английском и финском языках..
После выступлений за москвичей Силдре снова уехал в Финляндию, где заключил контракт с клубом СМ-Лиги «Таппара». Однако в нём эстонец не сумел закрепиться, после чего он вновь ушёл играть в низшие финские дивизионы.
С 2001 года хоккеист играл на родине за команды «Пантер», «Вялк-494» и «Элиони СК».

### Выступления за сборную
С 1994 по 2010 годы Олле Силдре вызывался с перерывами в сборную Эстонии. Некоторое время он был её капитаном. Нападающий принял участие в 8 Чемпионатах мира по хоккею с шайбой в низших дивизионах, а также в Квалификационном турнире на Олимпийские игры 2010 года.

### Тренерская карьера
- 2007—2008 гг. — молодёжная сборная Эстонии — ассистент главного тренера.
- 2008—2009 гг. молодёжная сборная Эстонии — главный тренер.
- 2009—2010 гг. — «Вялк-494» — играющий тренер.
- 2011—2012 гг. — «Пантер» — главный тренер.
- 2012—2013 гг. — молодёжная сборная Эстонии — ассистент главного тренера.
- 2012—2013 гг. — «Пантер U-16» — главный тренер.

С 2014 года Олле Силдре занимает пост генерального менеджера ХК «Пантер».

## Прочее
Брат Олле Силдре Пелле (род. 1976 г.) также является хоккеистом. Он выступает на позиции защитника. Братья Силдре играли вместе во многих командах и в сборной Эстонии.